# عفونتهای آمیزشی در زنان
عفونتهای آمیزشی در زنان و روش تشخیص و درمان آن به شرح زیر است:

## عفونت کلامیدیایی
۲۱–۱۴ روز بعد از آمیزش مشخص می‌شود و اغلب هیچ علامتی ندارد یا فقط علایم کمی دارد. ممکن است ترشحات مهبلی غیرطبیعی یا موقع ادرار، درد یا سوزش وجودداشته باشد درصورتیکه عفونت لوله‌ها حمل تخمک (فالوپ) را گرفتار کند ممکن است تب، درد شکم یا درد موقع مقاربت ایجاد شود.

### درمان
پزشک یک نمونه از گردن رحم تهیه می‌کند تا عامل عفونت را مشخص کند. درمان معمولاً با آنتی‌بیوتیک انجام می‌شود.

## تبخال تناسلی
۷–۴ روز بعد از آمیزش مشخص می‌شود. معمولاً درد یا خارش در ناحیه تناسلی یا رانها ایجاد می‌شود که به دنبال آن تاولهای کوچک ودردناک ظاهر می‌شوند. تاول‌ها می‌ترکند و زخم‌های سطحی ایجاد می‌کنند که باعث سوزش موقع ادرار کردن می‌شوند. زخمها بعد از ۱۰ تا ۲۱ روز بهبود پیدا می‌کنند. این بیماری ممکن است عود کند و تشخیص آن معمولاً براساس ظاهر پوست داده می‌شود.

### درمان
داروهای ضد ویروسی خوراکی درصورتی که در ابتدای شروع بیماری مصرف شوند، طول مدت آن را کم می‌کنند. ولی قادر به ریشه کن کردن ویروس نیستند. تبخال تناسلی موقعی که زخم ایجاد شده‌است، بیشتر از سایر مواقع حالت مسری دارد ولی حتی بعد از بهبود زخم نیز ممکن است مسری باقی بماند.

## زگیل تناسلی
۲۰–۱ ماه بعد از آمیزش مشخص می‌شود و به صورت توده‌های گوشتی وصورتی رنگ بر روی فرج و در برخی موارد داخل مهبل روی دهانه رحم و اطراف مقعد ایجاد می‌شود درصورتی که زگیل دراعضای داخلی ایجاد شود ممکن است فرد متوجه آن نشود.

### درمان
زگیل‌ها را می‌توان با جراحی یا با دارو از بین برد. در برخی موارد، زگیل‌ها پس از درمان عود می‌کنند. بررسی منظم نمونه کردن رحم ضرورت دارد، چون برخی از انواع زگیلهای تناسلی با سرطان گردن رحم در ارتباط هستند.

## سوزاک
۲۱–۷ روز بعد از آمیزش مشخص می‌شود و ممکن است درزنان علایمی نداشته باشد. ممکن است باعث ترشحات غیرطبیعی مهبل، درد قسمت پایینی شکم و تب شود درصورت ابتلا به عفونت راست روده، ممکن است درد موقع دفع مدفوع ایجاد شود.

### درمان
پزشک یک نمونه از مهبل یا روده راست تهیه می‌کند تا عامل عفونت‌زا را مشخص کند. درمان این بیماری با آنتی‌بیوتیک‌ها انجام می‌شود.

## عفونت با ویروس ایدز
ممکن است در آغاز هیچ علامتی نداشته باشد اما برخی از افراد ممکن است به یک بیماری کوتاه مدت شبیه آنفلونزا مبتلا شوند که گاهی همراه با بثورات پوستی و بزرگ شدن غده‌های لنفاوی است. بعد از سال‌ها بدون علامت بودن، ممکن است ایدز ایجاد شود. ویروس ایدز چه علامتدار باشد وچه بی علامت، می‌تواند منتقل شود.

### تشخیص
تشخیص برمبنای آزمایش خون حدود ۳ ماه یا بیش از ۳ ماه بعد ازعفونت اولیه انجام می‌شود. معمولاً در افراد مبتلا به ایدز داروهای ضد ویروسی اغلب در کاهش پیشرفت بیماری به سمت ایدز تمام عیار مؤثر واقع می‌شود.

## شپش عانه
تا ۱۷ روز بعد از آمیزش مشخص می‌شود معمولاً خارش شدید به ویژه شب‌ها درناحیه واژن وجود دارد. اندازه شپش‌ها ۱ تا ۲ میلی‌متر است وممکن است با چشم هم دیده شوند.

### درمان
درمان با محلولی انجام می‌شود که قادر به نابود کردن شپش و تخمهای آن است. چنین محلولهایی را می‌توان بدون نسخه هم تهیه کرد.

## سیفلیس
۱۲–۱ هفته بعد از آمیزش مشخص می‌شود و درمراحل اولیه زخمی بدون درد وفوق العاده مسری به نام شانکر درناحیه تناسلی یا داخل مهبل ایجاد می‌شود. در برخی موارد، فرد متوجه زخم نمی‌شود. درصورت درمان نشدن بیماری می‌تواند پیشرفت کند اعضای داخلی را گرفتار کند وباعث بثورات پوستی، تب و بزرگ شدن غده‌های لنفاوی شود.

### تشخیص
تشخیص برمبنای آزمایش خون وتهیه نمونه از هرگونه زخم انجام می‌شود. درمان معمول به صورت دوره‌ای از آنتی‌بیوتیک تزریقی است. شاید لازم باشد تا ۲ سال بعد از درمان مرتب آزمایش خون انجام دهید تا کنترل شود که آیا بیماری عودکرده‌است یا خیر.

## عفونت تریکومویایی
تغییر ترشح مهبلی با بوی ناخوشایند ورنگ زرد مایل به سبز است که با تحریک و درد اطراف مهبل همراه بوده و در حین مقاربت باعث ایجاد درد می‌شود.

### درمان
تأیید تشخیص با بررسی نمونه‌ای از ترشحاتی که از واژن تهیه می‌شود، ممکن است و درمان نیز معمولاً با آنتی‌بیوتیک‌های خوراکی انجام می‌شود.